# Tieguai Li
Li à la canne de fer (pinyin : Tiěguǎi Lǐ ; sinogrammes traditionnels : 鐵拐李 ; sinogrammes simplifiés : 铁拐李), T'ieh-kuai Li, ou Li Tieguai est l’un des huit immortels du taoïsme.
Il a l’aspect d’un vieux mendiant boiteux, laid, hirsute et débraillé, mais portant un serre-tête doré. Il s’appuie sur une canne et tient une gourde, symbole d’immortalité, qu’on dit remplie d’alcool médicinal ou d’élixir de longue vie ; il peut aussi au besoin se dissimuler à l’intérieur. Il est en général irascible, mais compatissant avec les malades dont il est le patron. Il peut monter une licorne.
Sa légende la plus répandue prétend qu’il était un maître taoïste de belle prestance nommé Li Xuan (李玄), vivant sous les Zhou. Un jour qu’il avait quitté son corps pour voyager dans les contrées des immortels, son assistant, perturbé par la mort de sa mère, le crut vraiment passé de vie à trépas et incinéra sa dépouille. De retour, il n’eut pas d’autre choix que de s'emparer du corps d’un vieux mendiant boiteux récemment décédé. Pour le consoler, son maître Laozi lui rappela la nécessité de dépasser les apparences et lui offrit une canne de fer. Sans rancune, il ressuscita la mère de son assistant grâce à une potion contenue dans sa gourde.

## Dans les textes

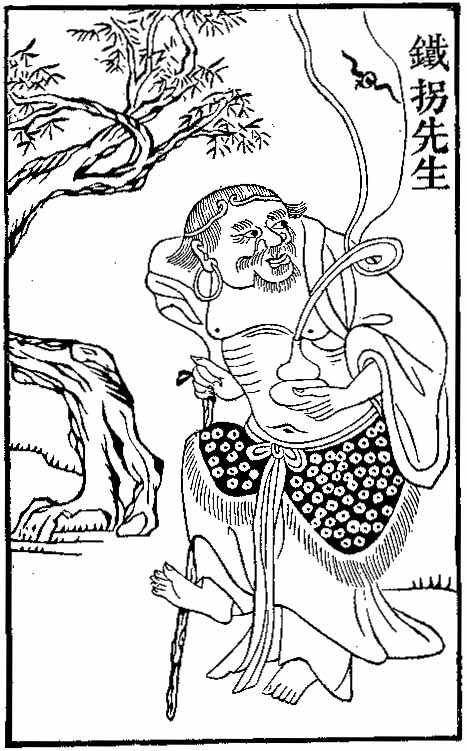
Tieguai Li

Le nom de Tieguai Li apparait pour la première fois dans une pièce de Yue Baichuan (岳百川) de la dynastie Yuan, Lü Dongbin convertit Li à la canne de fer (呂洞賓度鐵拐李) ; il y est disciple de Lü. Néanmoins, on connait un Portrait d’Immortel boiteux (拐仙圖) peint par Liu Songnian (劉松年) des Song du Sud. Le thème de l'immortel boiteux rencontrant Lü Dongbin et celui du daoshi incinéré sont connus dès les Song du Nord. Le dernier apparait dans le Qidongyeyu (齊東野語) de Zhou Mi (周密) (1232-1298).
L’Encyclopédie des dieux et immortels (歷代神仙通鑑) de Xu Dao (徐道) des Ming en fait un personnage de l’antiquité nommé Chijushen (彳巨神氏) qui serait devenu disciple de Laozi et aurait changé son nom en Li Ningyang (李凝陽).
Le Xutongkao (續通考) de Wang Qi (王圻) des Ming rapporte l’histoire se passant sous les Sui d’un mendiant nommé Li Hongshui (李洪水) et surnommé « la canne » (拐兒) ou « Li aux yeux vides » (李孔目) ; il aurait un jour jeté celle-ci vers le ciel et elle se serait transformée en dragon. Il est parfois identifié à Tieguai Li.
Certains font de Tieguai Li une incarnation de Xiwangmu ou de l’immortel Donghua (東華).